# Belvidere, Illinois
Belvidere este un oraș, o municipalitate și centrul administrativ al comitatului Boone, situat în statul Illinois, Statele Unite ale Americii. Orașul se află la altitudinea de 234.7 m, ocupă o suprafață de 23,2 km², dintre care 23,2 km² este uscat. În anul 2006 Belvidere avea 24.593 de locuitori.